# Karen Sunds
Karen Sunds er en dansk politiker. Sunds har været medlem af centralkomitéen i Danmarks Kommunistiske Parti Marxister-Leninister og siddet i Folkebevægelsen mod EU's forretningsudvalg. Hun er nu medlem af landsledelsen i Kommunistisk Parti.
I 2003 vandt hun en injuriesag, som Pia Kjærsgaard havde anlagt mod hende. Karen Sunds havde 31. oktober 1999 i Radioavisen sagt: "Og jeg vil meget nødigt identificeres med Pia Kjærsgaards racistiske synspunkter".
Karen Sunds udtalte sig som repræsentant for Folkebevægelsen mod EU, og udtalelsen blev fremsat som begrundelse for, at Folkebevægelsen mod EU ikke ønskede at samarbejde med Dansk Folkeparti som sådant i kampagnen mod euroen. 

## Pia Kjærsgaard mod Karen Sunds
I 2003 tabte Pia Kjærsgaard i Højesteret en injuriesag mod Karen Sunds, efter at have vundet i både by- og landsretten. Karen Sunds havde i forbindelse med diskussion om nej-kampagnen mod euroen udtalt sig:
Jeg vil meget nødig identificeres med Pia Kjærsgaards racistiske synspunkter.
I kendelsen udtalte Højesteret at
(Karen Sunds)' anvendelse af udtrykket »racistiske synspunkter« kunne ikke under de foreliggende omstændigheder anses for utilbørlig, og (Karen Sunds) havde derfor ikke overtrådt straffelovens § 267, stk. 1
Højesteret anvendte dermed Dansk Sprognævns definition af racisme, der dækker tre betydninger i nutidig sprogbrug: 
- som relateret til nazismens racelære og dens følger for jøderne, 
- som sigtende til en races overlegenhed over andre, især med henblik på forholdet mellem sorte og hvide, og 
- som sigtende til forskelsbehandling og undertrykkelse af eller blot afstandtagen fra grupper af mennesker, som godt kan være af samme race som en selv.

Dansk Sprognævns registrering af ordets forskellige betydninger fremgår af en artikel fra marts 1991 i nævnets tidsskrift Nyt fra Sprognævnet.
Efter dommen i højesteret udtalte Karen Sunds, at "Dommen giver os den ytringsfrihed, vi burde have krav på ... Højesterets dom betyder, at der kan blive en mere fri debat. Det er helt uholdbart, at den ene part i en politisk debat skal veje sine ord på en guldvægt, mens den anden part kan slippe af sted med at sige injurierende ting, ..".